# Thurn- und Taxissche Post (Bad Karlshafen)

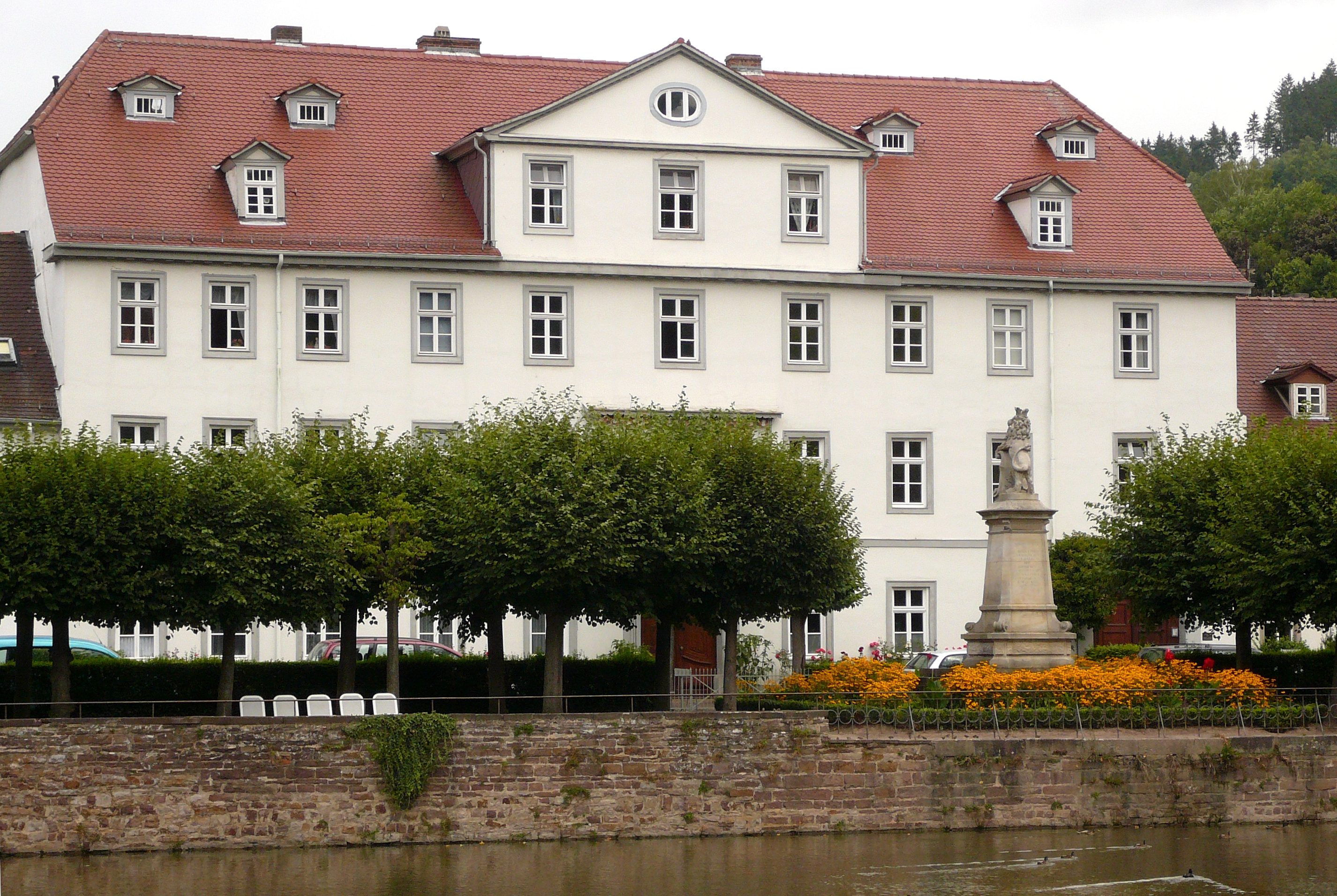
Ehemalige Thurn- und Taxissche Post in Bad Karlshafen

Die ehemalige Thurn- und Taxissche Post in Bad Karlshafen, einer Kurstadt im Landkreis Kassel in Nordhessen, wurde 1768 errichtet. Die Poststation der Kaiserlichen Reichspost am Hafenplatz 7 ist ein geschütztes Kulturdenkmal.
Der dreigeschossige Massivbau mit dreiachsigem Zwerchhaus, Krüppelwalmdach und Dachgauben wurde in seiner Fassadengestaltung vom Reihenhaustyp, wie er in Karlshafen Anwendung fand, geprägt. Lediglich die Breite des Gebäudes wurde verdoppelt. 
Das dritte Geschoss wurde Mitte des 19. Jahrhunderts in Fachwerkbauweise aufgesetzt.
Über dem repräsentativen Portal mit profilierter Einfassung wurde ein schmiedeeiserner Balkon mit Gesims angebracht.
Das dreigeschossige Nebengebäude im Hof hat die gleichen Ausmaße. 